# デジェー (小惑星)
デジェー (3892 Dezsö) は、小惑星帯に位置する小惑星。フィンランドの都市トゥルクで、リイシ・オテルマによって発見された。
ハンガリーの天文学者デジェー・ローラーント（DEZSŐ Lóránt, 1914年 - 2003年）にちなんで命名された。